# Нуж'яльське Лісничество
Нуж'я́льське Лісни́чество (рос. Нужъяльское Лесничество, марій. Нужъял лесничество) — селище у складі Медведевського району Марій Ел, Росія. Входить до складу Нурминського сільського поселення.
Стара назва — Нуж'яльське лісничество.

## Населення
Населення — 2 особи (2010; 0 у 2002).